# جيمس تشامانغا
جايمس تشامانغا (بالإنجليزية: James Chamanga)‏، من مواليد 2 فبراير 1980 في لاونشيا في زامبيا، لاعب كرة قدم زامبي.
بدأ مسيرته الكروية مع نادي ناشونال أسيمبلي في موسم 2003/2004، وفي عام 2005 انتقل إلى نادي زاناكو، وفي موسم 2005/2006 انتقل إلى نادي بوش بوكس، ولعب معهم 24 مباراة وسجل 7 أهداف، وفي موسم 2006/2007 انتقل إلى نادي سوبرسبورت يونايتد، ولعب معهم 22 مباراة وسجل 7 أهداف، ومنذ عام 2007 وهو يلعب مع نادي موروكا سوولوز.
و هو يلعب مع منتخب زامبيا لكرة القدم منذ عام 2005.

## روابط خارجية
- جيمس تشامانغا على موقع قاعدة بيانات كرة القدم.إي يو (الإنجليزية)
- جيمس تشامانغا على موقع ناشيونال فوتبول تيمز (الإنجليزية)
- جيمس تشامانغا على موقع Soccerway.com (الإنجليزية)
- جيمس تشامانغا على موقع عالم كرة القدم.نت (الإنجليزية)
- جيمس تشامانغا على موقع كووورة